# Rahal
Un rahal (també ral, rafal/rafel o arahal) és un arabisme provinent de la paraula ar-rahal, que significa 'la finca', en el sentit un terreny d'ús agrícola. Igual que el castellà arrabal, és una paraula que en l'actualitat té un significat molt ample. Del seu ús original designant una zona d'horta o cultiu fora de les muralles, dona el nom de molts pobles (Rafelbunyol, Rafal); heretats (El Rahal de Nahamén); i el camí ral, el camí que duu als camps i potser pertangué al rahal.

## El rahal històric
Els rahals dels musulmans eren finques particulars de cultiu o d'esbargiment, o amb les dues funcions alhora. El propietari d'un rahal solia ser un personatge il·lustre o un alt funcionari civil o militar. La condició de terratinent li conferia l'estatus de membre de la classe social alta. El fet que els rahals són molt menys nombrosos que les alqueries (terrenys pertanyents a grup de llauradors) obliga a suposar que el rahal constituiria un tipus de propietat d'accés restringit.

## Diferències amb elreal
El real és un altre arabisme que sovint es confon amb el de rahal o raval -aquest últim, de l'àrab andalusí arrabad, significa 'suburbi fora muralla'-. Mentre rahal es refereix als terrenys de conreu, real ve a significar 'campament', i també 'hort tancat'.

## Ús dels termes "prat" i "rahal"
Encara que els termes "prat" (del llatí) i "rahal" no són sinònims, els dos formen part de molts topònims amb, aproximadament, el mateix significat de 'terreny agrícola'. Encara que sembla obvi que "rahal" s'haja imposat al prat (els romans precediren als musulmans), no és tan senzill. De bon començament, no sabem el grau d'ús del terme "prat" als països de parla occitanoromànica, o si empraren un altre mot. Quan arriben els musulmans, doncs, imposen la seua estructura hegemònica i el seu sistema d'agricultura, amb el corresponent llenguatge. Aquest deu haver fet un efecte profund, car trobem el poble de Ral al Capcir, que mai no fou ocupat pels musulmans. Tanmateix, amb la conquesta i subseqüent repoblació provinent de les terres de Ponent i l'Aragó, molts indrets canviaren de nom i trobem curiositats, com la vila de Prades al bell mig del darrer bastió musulmà de Catalunya, les muntanyes de Prades. Molt a prop, trobem Rojals, la pedania de Montblanc. El primer prové de "prat"; el segon de "rahal". Caldria comentar que ni la repoblació fou total (hi romangueren molts moriscs, predominantment al camp), ni els repobladors tingueren un parlar sense arabismes (provenien de zones ocupades durant segles pels musulmans (Terres de Ponent i Baix Aragó). Amb el temps i la més completa destitució dels moriscs, es degué estendre l'ús de "prat". Per tant, podem trobar un exemple de redundància lingüística en què les dues formes conviuen, El Raval del Prat, sense que es tracte en realitat ni d'una finca, ni d'un prat, sinó d'una pedania.
En la majoria del territori, conviuen els dos termes per designar el mateix concepte abstracte d'un terreny:
- Catalunya: El Prat de Llobregat / La Ral
- La Catalunya Nord: Prats de Molló, Prada / Ral
- País Valencià: Prat de Cabanes-Torreblanca / Rafal i un llarg etcètera
- Illes Balears: Rafal nou (Menorca)